# Bokermannohyla langei
Espèce
Synonymes
- Hyla langei Bokermann, 1965

Statut de conservation UICN

 DD  : Données insuffisantes
Bokermannohyla langei est une espèce d'amphibiens de la famille des Hylidae.

## Répartition
Cette espèce est endémique de l'État du Paraná au Brésil. Elle se rencontre à environ 500 m d'altitude à Marumbi,.

## Étymologie
Cette espèce est nommée en l'honneur de Rudolf Bruno Lange (1922-).

## Publication originale
- Bokermann, 1965 : Hyla langei, a New Frog from Parana, Southern Brasil. Journal of the Ohio Herpetological Society, vol. 5, no 2, p. 49-51.